# Raiffeisenbank Isar-Loisachtal
Die Raiffeisenbank Isar-Loisachtal eG ist eine deutsche Genossenschaftsbank mit Sitz in der bayerischen Stadt in Wolfratshausen im Landkreis Bad Tölz-Wolfratshausen.

## Geschichte
Die heutige Raiffeisenbank Isar-Loisachtal eG entstand durch die Fusion von vier Banken in der Region, deren älteste ins Jahr 1897 zurückreicht. Mit der Gründung verpflichtete sich die Genossenschaftsbank zur wirtschaftlichen Förderung ihrer Kunden und Mitglieder. 
Mit Eintragung vom 1. August 1996 änderte sich die Firmierung der ehemaligen Raiffeisenbank Schäftlarn e.G. in Raiffeisenbank Isartal eG. Im Jahr 2002 fusionierte diese dann mit der Raiffeisenbank Dingharting-Straßlach eG mit dem Sitz in Straßlach-Dingharting.
2006 folgte die Fusion mit der Raiffeisenbank Königsdorf-Gelting eG mit dem Sitz in Königsdorf zur heutigen Raiffeisenbank Isar-Loisachtal eG. Der Sitz des neuen Institutes wurde von Hohenschäftlarn nach Wolfratshausen verlegt. Die damalige Raiffeisenbank Königsdorf eGmbH fusionierte zuvor im Jahr 1969 mit der Raiffeisenkasse Gelting eGmbH mit dem Sitz in Gelting zur Raiffeisenbank Königsdorf-Gelting eGmbH.

## Rechtsverhältnisse
Die Raiffeisenbank Isar-Loisachtal eG ist im Genossenschaftsregister beim Amtsgericht München unter GnR 2138 eingetragen.

## Organisationsstruktur
Rechtsgrundlagen sind das Genossenschaftsgesetz und die durch die Vertreterversammlung beschlossene Satzung. Organe der Bank sind der Vorstand, der Aufsichtsrat und die Vertreterversammlung. Hauptzweck der Genossenschaft ist die wirtschaftliche Förderung und Betreuung ihrer Mitglieder (§ 2 der Satzung). Gemäß Satzung wählen die Mitglieder im vierjährigen Turnus aus ihren Reihen Vertreter (je angefangene 100 Mitglieder ein Vertreter). Die Vertreterversammlung tagt jährlich und nimmt wichtige, in der Satzung geregelte Aufgaben wahr. Informationen über die Geschäftspolitik und die Entwicklung der Bank erhalten die Mitglieder jährlich in den regionalen Mitgliederversammlungen.

## Sicherungseinrichtung
Die Raiffeisenbank Isar-Loisachtal eG ist der amtlich anerkannten Sicherungseinrichtung des Bundesverbandes der Deutschen Volksbanken und Raiffeisenbanken GmbH und der zusätzlichen freiwilligen Sicherungseinrichtung des Bundesverbandes der Deutschen Volksbanken und Raiffeisenbanken e.V. angeschlossen. Der gesetzliche Prüfungsverband ist der Genossenschaftsverband Bayern e.V. (GVB).

## Geschäftsausrichtung
Die Raiffeisenbank Isar-Loisachtal eG betreibt das Universalbankgeschäft. Neben dem klassischen Zahlungsverkehrs- sowie Kredit- und Einlagengeschäft arbeitet sie im Verbundgeschäft mit der DZ Bank, R+V Versicherung, DZ Privatbank, Bausparkasse Schwäbisch Hall, VR Smart Finanz, Münchener Hypothekenbank, Teambank, VR Leasing, DZ Hyp, Allianz Versicherung und der Union Investment zusammen. Die Bank ist Teil der genossenschaftlichen Finanzgruppe Volksbanken Raiffeisenbanken und Mitglied beim Bundesverband der Deutschen Volksbanken und Raiffeisenbanken (BVR).

## Geschäftsgebiet
Das Geschäftsgebiet liegt im Norden des Landkreises Bad Tölz-Wolfratshausen und im Südwesten des Landkreises München.
An diesen Orten betreibt die Bank Filialen:
- Wolfratshausen (Hauptstelle, jur. Sitz)
- Hohenschäftlarn (Geschäftsstelle)
- Baierbrunn (Geschäftsstelle)
- Straßlach (Geschäftsstelle)
- Königsdorf (Geschäftsstelle)
- Geretsried (Geschäftsstelle)
- Gelting (SB-Geschäftsstelle)
- Waldram (SB-Geschäftsstelle)